# Zacapa, Guatemala
Zacapa är en departementshuvudort i Guatemala.   Den ligger i departementet Departamento de Zacapa, i den centrala delen av landet, 110 km öster om huvudstaden Guatemala City. Zacapa ligger 231 meter över havet och antalet invånare är 36 088.
Terrängen runt Zacapa är kuperad åt sydost, men åt nordväst är den platt. Runt Zacapa är det ganska tätbefolkat, med 124 invånare per kvadratkilometer. Närmaste större samhälle är Chiquimula, 19,2 km söder om Zacapa. Omgivningarna runt Zacapa är en mosaik av jordbruksmark och naturlig växtlighet.